# Наїе

43°26′ пн. ш. 141°53′ сх. д. / 43.433° пн. ш. 141.883° сх. д.
Наїе́ (яп. 奈井江町, ないえちょう, МФА: [na.ie t͡ɕoː]) — містечко в Японії, в повіті Сораті округу Сораті префектури Хоккайдо. Станом на 1 жовтня 2008 року площа містечка становила 88,05 км². Станом на 31 березня 2017 населення містечка становило 5601 осіб.